# Normalkraft

Normalkraft på ett lutande plan.

Normalkraften ({\textstyle F_{n}}) är inom mekaniken den vinkelräta komposanten av den kontaktkraft som hindrar ett objekt att tränga igenom en yta.
På mikroskopisk skala har normalkraften sitt ursprung i de elektromagnetiska krafter som verkar mellan atomerna i kropparnas ytor.
Ett vanligt missförstånd är att normalkraften är en reaktionskraft till tyngdkraften i enlighet med Newtons rörelselagar. Så är inte fallet, och normalkraften är heller inte nödvändigtvis lika stor som den gravitationskraft som verkar på föremålet.
Normalkraften är en kraft som verkar vinkelrätt mot den yta som ett föremål står på.
Normalkraft per area kallas normalspänning.